# Депутатська вулиця (Київ)
Депута́тська ву́лиця — вулиця у Святошинському районі міста Києва, місцевості Святошин, Авіамістечко. Пролягає від Чорнобаївської площі до вулиці Гетьмана Кирила Розумовського.
Прилучаються вулиця Авіаконструкторська, бульвар Академіка Вернадського і Сільська вулиця.

## Історія
Вулиця виникла в першій половині XX століття під назвою 1-ша Нова (перші багатоквартирні двоповерхові будинки були споруджені ще до початку німецької окупації міста 1941—1943 років, станом на 2022 рік від первісної забудови залишилися тільки будинки № 16/8, 10А). Сучасна назва — з 1955 року.

## Окремі будинки
У будинку № 1 розташована Спеціальна школа-інтернат № 16 — заклад освіти для дітей з розумовою відсталістю різного ступеня, та іншими додатковими вадами.

Меморіальна дошка Герою України Петру Балабуєв на будинку № 11

У будинку № 11 (наріжний із вул. Авіаконструкторською, № 3) мешкав авіаконструктор, почесний громадянин м. Києва, Герой України Петро Балабуєв.